# Argy
Argy  là một xã ở tỉnh Indre khu vực trung bộ Pháp. Xã này có diện tích 38,89 km², dân số thời điểm năm 2005 là 614 người. Khu vực này có độ cao trung bình 119 mét trên mực nước biển.